# Zlatý puk (Norsko)
Zlatý puk (v norském originále Gullpucken) je ocenění pro nejlepšího ledního hokejistu Norska. Cenu uděluje Norská federace ledního hokeje. Poprvé byla zavedena v roce 1959, v některých letech udělena nebyla.

## Seznam vítězů
- 2011: Anders Bastiansen, Färjestads BK
- 2010: Mats Zuccarello Aasen, MODO Hockey
- 2009: Patrick Thoresen, HC Lugano
- 2008: Mats Trygg, Kölner Haie
- 2007: Anders Bastiansen, Mora IK
- 2006: Tore Vikingstad, DEG Metro Stars
- 2005: Tommy Jakobsen
- 2004: neudělen
- 2003: Tommy Jakobsen, DEG Metro Stars
- 2002: Mats Trygg, Färjestads BK
- 2001: neudělen
- 2000: Pål Johnsen, Storhamar Dragons
- 1999: Svein Enok Nørstebø, Trondheim Black Panthers
- 1998: Morten Finstad, Stjernen Hockey
- 1997: Petter Salsten, Storhamar Dragons
- 1996: Ole Eskil Dahlstøm, Storhamar Dragons
- 1995: Trond Magnussen, Lillehammer IK
- 1994: Espen Knutsen, Vålerenga Ishockey
- 1993: Jim Marthinsen, Vålerenga Ishockey
- 1992: Jon Magne Karlstad, Vålerenga Ishockey
- 1991: Geir Hoff, Furuset Ishockey
- 1990: Stephen Foyn, Sparta Warriors
- 1989: Jim Marthinsen, Trondheim Black Panthers
- 1988: Petter Salsten, Furuset Ishockey
- 1987: Ørjan Løvdal, Stjernen Hockey
- 1986: Ørjan Løvdal, Stjernen Hockey
- 1985: Erik Kristiansen, Storhamar Dragons
- 1984: Øyvind Løsamoen, Storhamar Dragons
- 1983: Trond Abrahamsen, Manglerud Star Ishockey
- 1982: Geir Myhre, Sparta Warriors
- 1981: Bjørn Skaare, Furuset Ishockey
- 1980: Geir Myhre, Hasle-Løren Ishockey
- 1979: Morten Sethereng, Frisk Tigers
- 1978: Roar Øfstedal, Manglerud Star Ishockey
- 1977: Jørn Goldstein, Manglerud Star Ishockey
- 1976: Svein Pedersen, Hasle-Løren Ishockey
- 1975: Morten Johansen, Frisk Tigers
- 1974: Jan Kinder, Hasle-Løren Ishockey
- 1973: Arne Mikkelsen, Vålerenga Ishockey
- 1972: Steinar Bjølbakk, Vålerenga Ishockey
- 1971: Terje Thoen, Sinsen IF
- 1970: Steinar Bjølbakk, Vålerenga Ishockey
- 1969: Georg Smefjell, Tigrene
- 1968: Olav Dalsøren, Tigrene
- 1967: Jan Erik Solberg, Jar IL
- 1966: Per Skjerwen Olsen, Vålerenga Ishockey
- 1965: Thor Martinsen, Skeid Ishockey
- 1964: Chr. Petersen, Forward Flyers
- 1963: Einar Bruno Larsen, Vålerenga Ishockey
- 1962: Roar Bakke, Forward Flyers
- 1961: Knut Nygård, Skeid Ishockey
- 1961: Egil Bjerklund, Hasle-Løren Ishockey
- 1960: Tor Gundersen, Vålerenga Ishockey
- 1959: Leif Solheim, Furuset Ishockey